# وادي بريشيفو
وادي بريشيفو ((بالصربية: Прешевска долина)‏ / Preševska dolina، (بالألبانية: Lugina e Preshevës)‏) هي منطقة في جنوب صربيا تتألف من بلديات بويانوفاتش وبريشيفو (أحيانا يتم تضمين بلدية ميدفيديا إلى وادي بريشيفو). من الناحية الجيوسياسية، المنطقة هي مركز الجالية الألبانية في صربيا حيث يشكل الألبان 89٪ من بريشيفو و 54.6٪ من بويانوفاتس.

## التركيبة السكانية
تتكون منطقة وادي بريشيفو من بلديتين هُما بريشيفو وبويانوفاتش. حسب تعداد عام 2002، بلغ عدد سكان بريشيفو 34,490 نسمة و43,302 في بوجانوفاتش (78,206 في المجموع؛ 54,779 من الألبان). قاطع معظم السكان الألبان تعداد 2011. قدرت الحكومة الصربية أن عدد السكان في هاتين البلديتين هو 67,900 (70٪ من الألبان). يُشكل الألبان أغلبية في بريشيفو وبويانوفاتش، في حين أن الصرب هم ثاني أكبر مجموعة عرقية. في عام 2002، بلغ عدد سكان ميدفيديا 10,760 نسمة (مع 2,816 من الألبان).
| البلدية    | المساحة بالكيلومتر² | السكان (2002) |
| ---------- | ------------------- | ------------- |
| بريشيفو    | 264                 | 34904         |
| بويانوفاتش | 461                 | 43302         |
| ميدفيديا   | 524                 | 10760         |
| المجموع    | 1,249               | 88,966        |